# Macrotomoderus nitens
Macrotomoderus nitens is een keversoort uit de familie snoerhalskevers (Anthicidae). De wetenschappelijke naam van de soort is voor het eerst geldig gepubliceerd in 1993 door Uhmann.